# Edward Trojanowski (lekkoatleta)

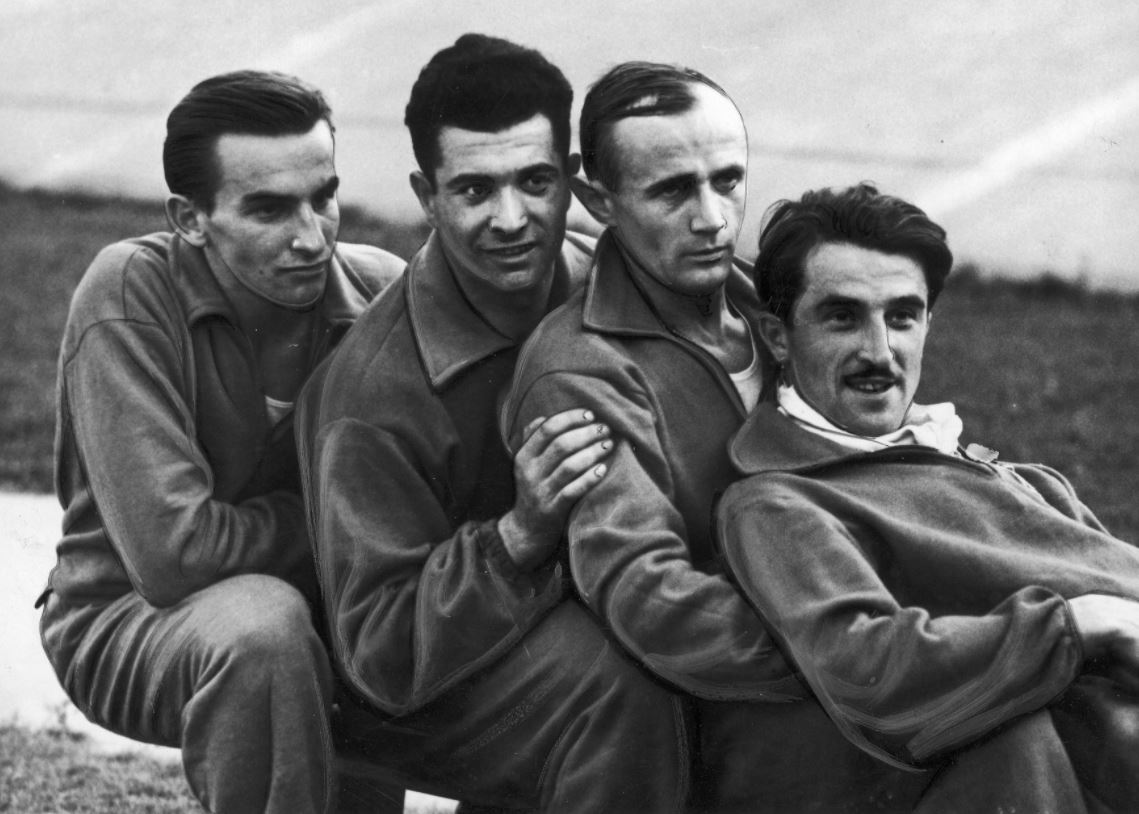
Polscy lekkoatleci w 1936 roku (od lewej): Edward Trojanowski, Bernard Zasłona, Tadeusz Śliwak i Kazimierz Kucharski

Edward Wacław Trojanowski (ur. 5 marca 1912 w Warszawie, zm. 29 sierpnia 1984 w Zakopanem) – polski lekkoatleta, sprinter, później dziennikarz sportowy.

## Kariera sportowa
Ukończył Gimnazjum im. W. Giżyckiego w Warszawie. Startował w Akademickich Mistrzostwach Świata w 1930 w Darmstadt, gdzie odpadł w półfinale biegu na 100 metrów i przedbiegach biegu na 200 metrów oraz sztafety 4 × 100 metrów. Podczas Akademickich Mistrzostw Świata w 1937 w Paryżu był członkiem sztafety 4 × 100 m, która zajęła 4. miejsce w finale oraz sztafety 800+200+200+400 m, która była szósta. Indywidualnie odpadł w półfinale na 200 m i przedbiegu na 100 m.
Dziewięć razy był mistrzem Polski: na 100 m w 1931, 1932 i 1934, na 200 m w 1931, w sztafecie 4 × 100 m w 1929, 1930 i 1939, w sztafecie 4 × 200 m w 1937 i w sztafecie szwedzkiej w 1937. Był również wicemistrzem na 100 m w 1930, 1935 i 1936, na 200 m i w sztafecie 4 x 100 m w 1932, w sztafecie 4 × 200 m w 1938 oraz w sztafecie 4 × 400 m w 1936, a także brązowym medalistą na 100 m w 1938, na 200 m w 1930 i 1936 i w sztafecie szwedzkiej w 1938. Był mistrzem zimowych (halowych) mistrzostw Polski w 1934 w biegu na 50 m oraz wicemistrzem w 1933 i brązowym medalistą w 1937 na tym samym dystansie.
16 razy ustanawiał rekordy Polski, m.in. 10,7 s na 100 m w 1931, choć głównie w biegach sztafetowych. Rekordy życiowe: 100 m – 10,7 s (1931), 200 m – 22,0 s (1932). W latach 1930–1939 wystąpił w 16 meczach reprezentacji Polski, odnosząc 1 zwycięstwo indywidualne.
Startował w klubach warszawskich: AZS w 1928–1931 i 1936–1939 i Polonii w 1932–1935.

## Praca dziennikarska
Przed wojną pracował jako dziennikarz sportowy w „Expressie Porannym”, „Dobrym Wieczorze” i „Przeglądzie Sportowym”. W latach 1945–1946 był korespondentem agencji PAP i Polpress. Później pracował jako dziennikarz w czasopismach „Wieczór Warszawy” (1946–1948), „Rzeczpospolita” (1949–1950), „Sportowiec” (1951–1954), „Trybuna Ludu” (1954–1961 i 1963–1970), „Światowid” (1961), „Widnokręgi” (1970–1976) i „Express Wieczorny” (1976–1984).
Jego bratem stryjecznym był Wojciech Trojanowski, także lekkoatleta i dziennikarz.
Spoczywa na cmentarzu na Pęksowym Brzysku w Zakopanem (sektor P-IV-16).